# Зеленевский, Казимир Яковлевич
Казимир Яковлевич — основоположник ветви Зеленевских, известной в городе Томска купеческой семьи, которая занималась не только торговлей.
Казимир Яковлевич родился в 1846 г. Происходил из польской католической семьи. Обучался в земледельческом училище в городе Горы-Горки Могилевской области. Принял участие в Польском восстании 1863 года, был арестован и сослан в Сибирь.
После ссылки Казимир Яковлевич в 1870 году переехал в Томск. В начале получил мещанское сословие, затем перешел в купеческое, став купцом 2-й гильдии. Учредил пивоваренный завод с современным по тем временам оборудованием. Следую традициям немецких пивоваров, выпускал большое количество сортов пива — «Баварское», «Венское», «Пильзенское», «Богемское», «Экспорт», «Гамбринус», «Мюнхенское», «Царское». Продукция завода пользовалась большим спросом, не только в городе Томске, где она продавалась в девяти лавках, но и продавалась в девяти пивных лавках, но и в Ново-Николаевске и в шести лавках томских сел, обеспечивая владельцу высокий уровень доходов.
В 1906 году к Михаила Кононова приобрел типографию, которую в 1907 году продал Сибирскому товариществу печатного дела.
В 1908 году Казимир Зеленевский продал свой пивоваренный завод купцу Б. И. Курлянду.
Занимал разные общественные должности, принимал активное участие в общественной жизни Томска. Член Томского вольного пожарного общества, руководитель одного из трех пожарных отрядов; член Римско-католического благотворительного общества, Общества попечения о начальном образовании, Общества для доставления средств Сибирским высшим женским курсам.
Активно занимался городским благоустройством. Недалеко от своего пивоваренного завода разбил сад, в котором играл оркестр, были специальные столики, где люди могли выпить пива. Сад пользовался большой популярностью, в нем проходили праздники и народные гуляния.
Казимир Зеленевский был женат, имел 10 детей. Сын — Казимир Казимирович Зеленевский — известный художник.
Умер Казимир Яковлевич 17 октября 1917 году.